# Liste des As norvégiens de la Seconde Guerre mondiale
Liste des As norvégiens, c'est-à-dire de tous les pilotes ayant remporté au moins 5 victoires homologuées en combat aérien, durant la Seconde Guerre mondiale.

## Liste des as

### Les as
- Les palmarès sont donnés ici selon le système américain qui ne prend en compte que les victoires individuelles et fractionne les victoires en coopération ; par exemple un pilote ayant participé avec 3 autres équipiers de la destruction d'un appareil adverse se verra crédité de 0,25 victoire.

| Prénom et nom              | Palmarès |
| -------------------------- | -------- |
| Sven Heglund               | 15,33    |
| Helner Gustav Grundt Spang | 10,33    |
| Werner Christie (en)       | 9,5      |
| Martin Gran                | 9        |
| Marius Eriksen             | 9        |
| Tarald Weisteen (en)       | 9        |
| Rolf Arne Berg             | 7        |
| Ole Gert Aanjesen          | 6,5      |
| Nils Kolbjorn Jorstad      | 6,33     |
| Ragnar Dogger              | 6        |
| Helge Olrik Mehre (en)     | 6        |
| Frederick Arild Fearnley   | 5,75     |
| Arne Austeen               | 5,5      |
| Erik Petersen Fossum       | 5,5      |
| Helge Sognnes              | 5,5      |
| Bjorn Bjornstad            | 5,25     |
| Olav Djonne                | 5        |
| Kare Kopperud              | 5        |
| Knut Bache                 | 4,5      |
| Leif Lindsten              | 4,5      |

## Commentaires
- Les As norvégiens appartenaient tous à la RAF, au sein de laquelle, de 1940 à 1945, ils furent regroupés dans les escadrilles 331 et 332 "norvégiennes" (= 331 et 332 Squdrons), formant l'escadre (= Wing) 132.